# Palladius (biskop)

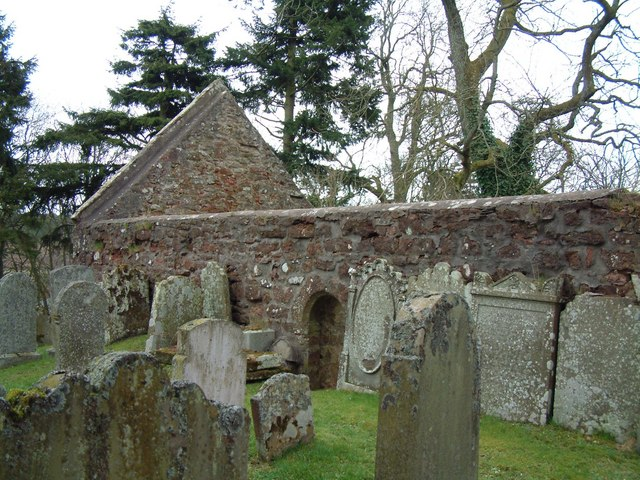
Ruinerna av ett kapell tillägnat Palladius, i Aberdeenshire.

Palladius, född någon gång mellan år 408 och 431, förmodligen avliden omkring år 457/461, var den första biskopen för de kristna på Irland. Han sändes dit av påve Celestinus I (död 431). Romersk-katolska kyrkan vördar Palladius som ett helgon.
Det är möjligt att vissa författare har förväxlat Palladius med Sankt Patrick.